# Kristu tal-Baħħara

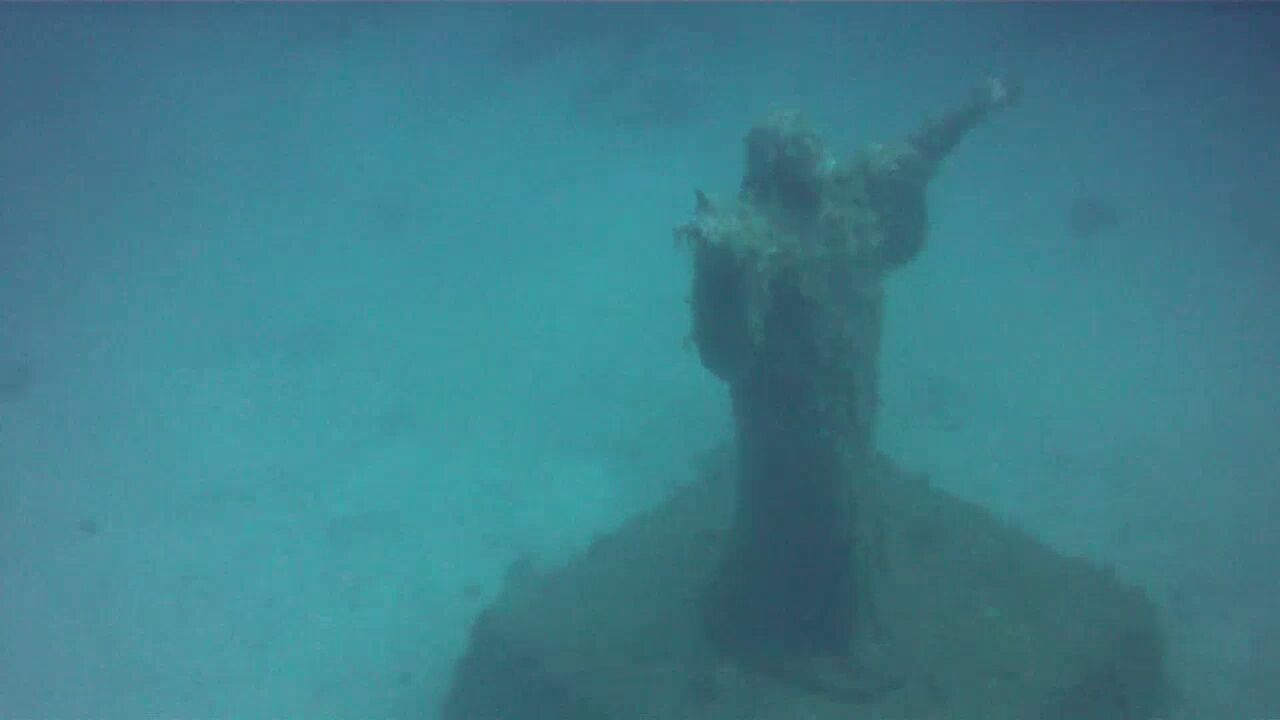
Die Unterwasserstatue Kristu tal-Baħħara (2014)

Kristu tal-Baħħara (maltes.; deutsch: „Christus für die Seefahrer“) ist eine Unterwasserstatue von Jesus Christus, die zwei Kilometer vor der Küste Maltas in 35 Metern Tiefe aufgestellt wurde.  Sie wurde vom maltesischen Bildhauer Alfred Camilleri Cauchi aus Fiberglas hergestellt und mit Beton überzogen. Cauchi wurde von einer Arbeitsgemeinschaft von Tauchern unter der Führung von Raniero Borg beauftragt, diese Arbeit auszuführen, um den Besuch des Papstes Johannes Paul II. in Malta 1990 zu würdigen. Die Statue wurde nach der Bronzestatue des Cristo degli abissi in San Fruttuoso, Italien, modelliert. Sie ist eine von dessen vielen Kopien weltweit. Sie wiegt rund 13 Tonnen.
Die Statue wurde ursprünglich 1990 in der Nähe der Gżejjer ta’ San Pawl (wörtlich: „Inseln des Heiligen Paulus“, engl.: St. Paul’s Islands), Malta, im Meer versenkt. Nach zehn Jahren wurde sie wegen der verschlechterten Sicht im Wasser und einer Abnahme der Anzahl Taucher, die sie aufsuchten, von dort ins Meer vor Qawra, einem Ortsteil der Stadt San Pawl il-Baħar (deutsch: „Hlg.-Paulus-Bucht“, engl.: St. Paul’s Bay), versetzt. Die Statue wurde in der Nähe des Wracks der 1999 gesunkenen Imperial Eagle versenkt, das für Taucher ebenfalls einen Anziehungspunkt darstellt.